# Серёгин, Николай Иванович
Никола́й Ива́нович Серёгин (4 декабря 1921 — 14 мая 2002) — советский дипломат. Чрезвычайный и полномочный посол.

## Биография
- В 1955—1961 годах — сотрудник миссии (с 1956 — посольства) СССР в Ливане.
- В 1961—1962 годах — сотрудник центрального аппарата МИД СССР.
- В 1962—1966 годах — советник посольства СССР в Ливане.
- В 1966—1968 годах — сотрудник центрального аппарата МИД СССР.
- В 1968—1971 годах — генеральный консул СССР в Стамбуле (Турция).
- В 1971—1975 годах — на ответственной работе в центральном аппарате МИД СССР.
- В 1975—1980 годах — советник-посланник посольства СССР в Сирии.
- В 1980—1981 годах — на ответственной работе в центральном аппарате МИД СССР.
- С 23 ноября 1981 по 18 марта 1987 года — чрезвычайный и полномочный посол СССР в Республике Острова Зелёного Мыса (с 1986 года — Кабо-Верде)[1].